# Đội sản xuất

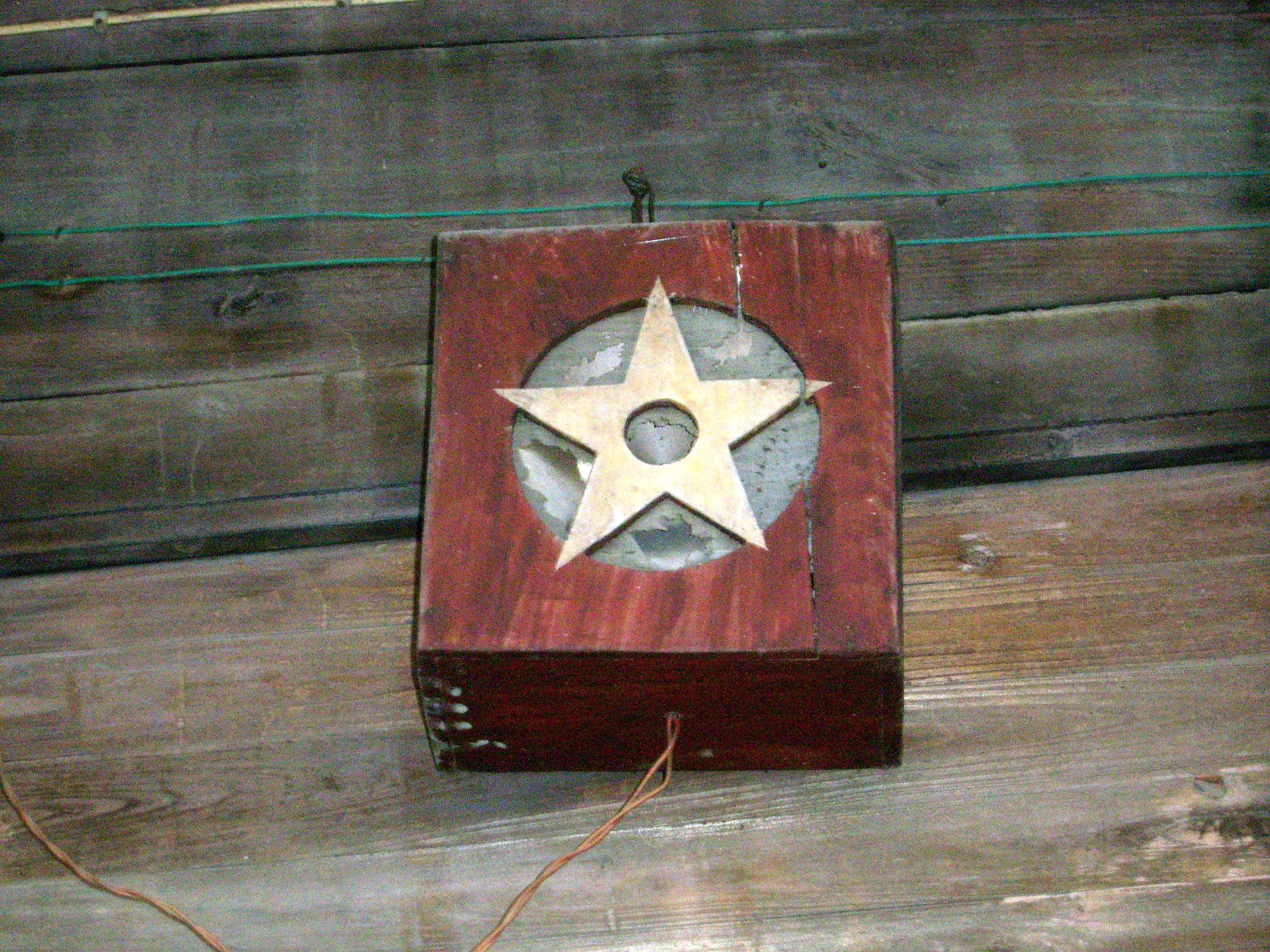
Loa tiêu biểu của các hộ gia đình do đội sản xuất lắp đặt.

Đội sản xuất (giản thể: 生产队; phồn thể: 生産隊; bính âm: shēng chǎn duì) tiền thân là đơn vị hạch toán và sản xuất nông trại cơ bản trong hệ thống công xã nhân dân ở Cộng hòa Nhân dân Trung Hoa từ năm 1958 đến năm 1984.
Đội sản xuất phần lớn đã bị giải tán trong cuộc cải cách nông nghiệp năm 1982–1985. Trong hệ thống phân cấp hành chính, đội là cấp thấp nhất, các cấp cao hơn tiếp theo là đại đội sản xuất và công xã nhân dân. Điển hình đây là nhóm sở hữu phần lớn đất đai và chịu trách nhiệm phân phối thu nhập cho người dân nông thôn. Từ năm 1984, đội sản xuất đã được thay thế bằng tiểu tổ thôn dân.